# Пограничный (Саратовская область)
Пограничный — посёлок в Хвалынском районе Саратовской области, в составе сельского поселения Благодатинское муниципальное образование.

## География
Находится на расстоянии примерно 18 километров по прямой на север от города Хвалынска. 

## Население
Постоянное население составляло 4 человека в 2002 году (75 % армяне), 2 в 2010 году.